# Xã Southfield, Michigan
Xã Southfield (tiếng Anh: Southfield Township) là một xã thuộc quận Oakland, tiểu bang Michigan, Hoa Kỳ. Năm 2010, dân số của xã này là 14.547 người.